# Aluminiumbromid
Aluminiumbromid er ethvert stof af formlen AlBrx. Den mest almindelige form er aluminiumtribromid (AlBr3), men den mere sjældne aluminiummonobromid (AlBr) kun dannes ved høj temperatur ved aluminiums reaktion med hydrogenbromid (HBr). Stoffet disproportionerer nær stuetemperatur:
6/n "[AlBr]n" → Al2Br6 + 4 Al
Denne reaktion sker revers ved temperaturer over 1000 °C.

## Struktur
Aluminiumtribromid er i praksis dialuminiumhexabromid med molekylformlen Al2Br6 i det faste stadie.